# Hōnen Matsuri
Hōnen Matsuri (豊年祭 „Festivalul recoltei abundente”?) este un festival japonez al fertilității, sărbătorit anual pe data de 15 martie sau în duminica cea mai apropiată de această dată.
Hōnen înseamnă un an prosper în japoneză, implicând o recoltă bogată, în timp ce un matsuri este un festival. Festivalul și ceremonia de la Hōnen sărbătoresc binecuvântările unei recolte bogate și a modului de prosperitate și fertilitate.
Cele mai cunoscute dintre ele sunt cele de la sanctuarul șintoist Ōagata din Inuyama, prefectura Aichi și cel de la sanctuarul Tagata din orășelul Komaki, prefectura Aichi. Obiectul central al festivalului de la templul Ōagata este organul sexual feminin (yin), iar la la templul Tagata este falusul (yang), în diverse reprezentări. Tradiția japoneză spune că femeile care îl ating rămân însărcinate mai repede.
Festivalul yin de la Ōagata are loc în duminica cea mai apropiată de 15 martie, iar cel yang de la Tagata are loc pe 15 martie.